# Římskokatolická farnost Pšov
Římskokatolická farnost Pšov (lat. Schabium) je církevní správní jednotka sdružující římské katolíky na území vesnice Pšov a v jejím okolí. Organizačně spadá do lounského vikariátu, který je jedním z 10 vikariátů litoměřické diecéze. Centrem farnosti je kostel sv. Kříže a Všech svatých v Pšově.

## Historie farnosti

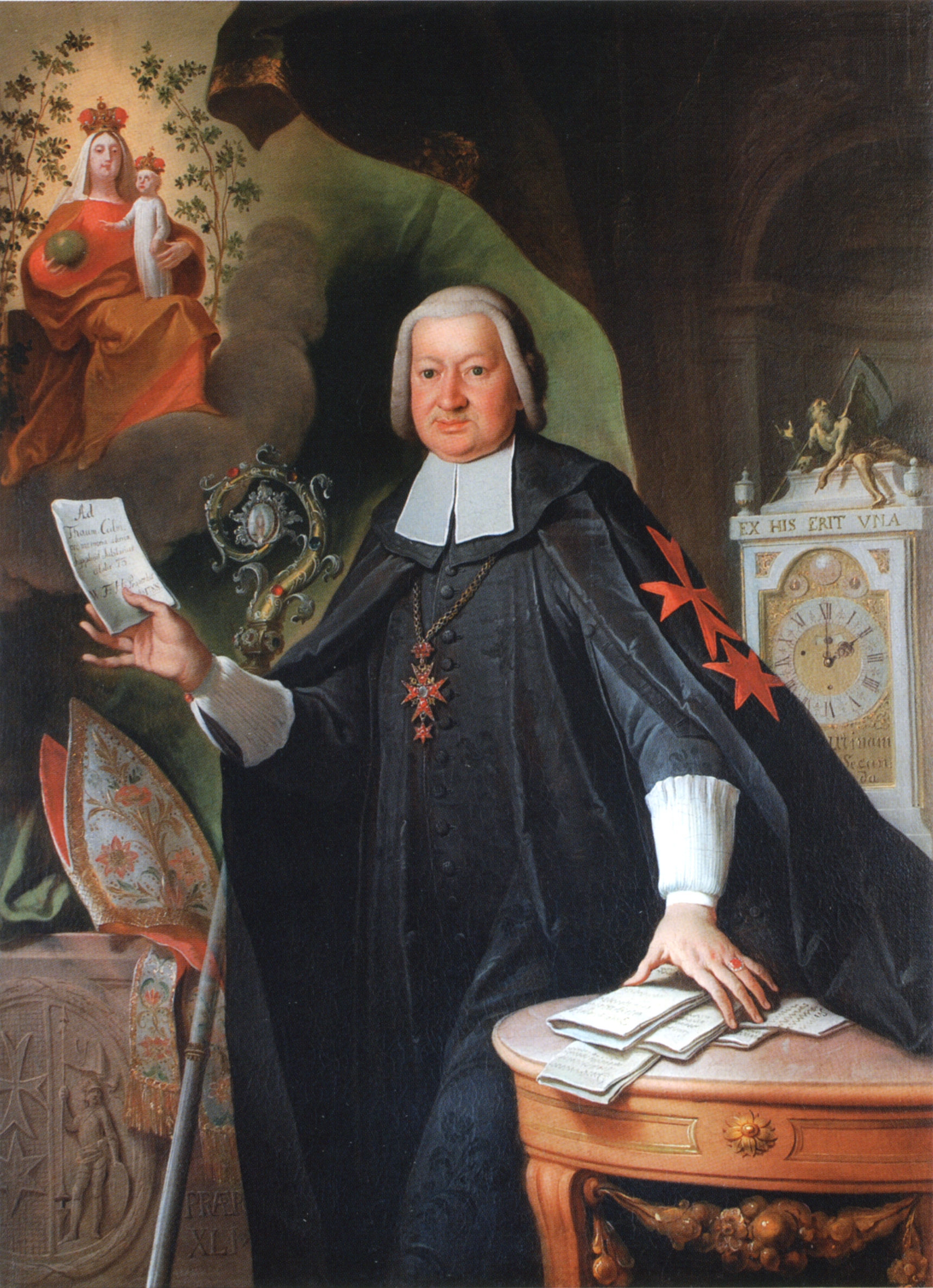
Wenzel Friedrich Hlava, duchovní správce pšovské farnosti v roce 1759 (probošt křižovníků, rok 1807)

Jedná se o tzv. starou farnost, jejíž datum založení není známo. Matriky jsou vedeny od roku 1645.

### Duchovní správcové vedoucí farnost
Začátek působnosti jmenovaného v duchovní správě farnosti od:
- 1622 Balthazar, Ord. Milit. cum rubea stela
- 1657 P. Siegl
- 1660 Severinus Chrysostomus Schubert von Scheibenfels
- 1669 Martinus Maximilianus Maeyer
- 1696 Jacobus Joannes Brusky
- 1712 Zacharias Aloisius Lemmischen
- 1756 Antonius Hanisch von Greiffenthal
- 1757 Laurentius Baader
- 1759 Wenzel Friedrich Hlava
- 1759 Josef Lein, Ord. Milit. cum rubea stella
- 1786 Johann Josef Mayer, Ord. Milit. cum rubea stella
- 1788 Adam Rudowsky, Ord. Milit. cum rubea stella
- 1796 Ioann. Christoph. Sorgner, Ord. Milit. cum rubea stella
- 1816 Karl Götzl, Ord. Milit. cum rubea stella, † 11. 3. 1818
- 1818 Johann Weber, Ord. Milit. cum rubea stella
- 1820 Michael Kruck, Ord. Milit. cum rubea stella, n. 16. 10. 1778 Tachau, o. 17. 4. 1803
- 1830 Franz Glaser, Ord. Milit. cum rubea stella, n. 5. 2. 1788 Schönwald, o. 27. 12. 1814
- 1845 Peter Wania, Ord. Milit. cum rubea stella, n. 28. 6. 1793 Brunnersdorf, o. 11. 8. 1816
- 1849 Josef Pannosch, Ord. Milit. cum rubea stella, n. 12. 3. 1795 Kaaden, o. 21. 3. 1818
- 1853 Anton Dictus, Ord. Milit. cum rubea stella, n. 25. 11. 1794 Hermsdor. o. 12. 8. 1821, † 23. 12. 1857
- 1858 Johann Zimmer, Ord. Milit. cum rubea stella, n. 7. 11. 1805 Buchav. o. 15. 8. 1828
- 1871 Augustin Cassali, Ord. Milit. cum rubea stella, n. 28. 8. 1818 Novodom. o. 30. 7. 1843
- 1879 Friedrich Zickler, Ord. Milit. cum rubea stella, n. 31.5. 1825 Michaëlsberg, o. 29.7. 1849, † 11.3. 1902
- 1896 Gustav Sysel, Ord. Milit. cum rubea stella, n. 26. 6. 1858 Karlsbad. o. 21. 12. 1883
- 1903 Josef Groš,[3] Ord. Milit. cum rubea stella, n. 25. 8. 1862 Prag, o. 13. 9. 1885
- 1908 František Smolík, Ord. Milit. cum rubea stella, n. 1. 12. 1861 Ouřiňoves, o. 5. 7. 1885
- 1909 Josef Hradec, Ord. Milit. cum rubea stella, n. 21. 4. 1874 Kosmonosy, o. 17. 7. 1898
- 1920 Ferdinan Tesař, Ord. Milit. cum rubea stella, n. 1. 5. 1878 Čáslav, o. 14. 7. 1901
- 1. 11. 1937 Herm. Wagner, Ord. Milit. cum rubea stella, n. 10. 7. 1886 Tribischel, o. 16. 7. 1911
- 1. 5. 1945 Bruno Steinhauer, Ord. Milit. cum rubea stella
- 15. 6. 1947 František Šebestík
- 1. 8. 1958 František Hrubý
- 1. 4. 1972 Václav Vávra
- 1. 1. 1975 Theoph. Petřina
- 1. 11. 1990 Václav Vávra
- 1. 7. 1993 Aleksander Siudzik, CSsR, admin. exc.[4]

Kromě kněží stojících v čele farnosti, působili ve farnosti v průběhu její historie i jiní kněží. Většinou pracovali jako farní vikáři, kaplani, katecheté, výpomocní duchovní aj.

## Území farnosti
Do farnosti náleží území obce:
- Dolánky (Dolanka)[p 2]
- Kaštice (Kaschitz)[p 2]
- Pšov (Schaab)[p 2]
- Sýrovice (Sirbitz)[p 2]

## Římskokatolické sakrální stavby na území farnosti
| | Fotografie | Stavba                           | Místo    | Bohoslužby                      | Zeměpisné souřadnice             | Status       | Číslo kulturní památky           |
| Kostel | Kostel     | Kostel                           | Kostel   | Kostel                          | Kostel                           | Kostel       | Kostel                           |
| --- | ---------- | -------------------------------- | -------- | ------------------------------- | -------------------------------- | ------------ | -------------------------------- |
| 1. |            | Kostel sv. Kříže a Všech svatých | Pšov     | bližší informace o bohoslužbách | 50°15′11″ s. š., 13°27′29″ v. d. | farní kostel | 43261/5-1373 (Pk•MIS•Sez•Obr•WD) |
| Kaple |            |                                  |          |                                 |                                  |              |                                  |
| 2. |            | Kaple                            | Sýrovice | bližší informace o bohoslužbách | 50°15′38″ s. š., 13°28′5″ v. d.  | obecní kaple | —                                |
| 3. |            | Kaple                            | Dolánky  | bohoslužby příležitostně        | 50°15′30″ s. š., 13°26′10″ v. d. | kaple        | —                                |
| Některé drobné sakrální stavby a pamětihodnosti lze dohledat zde v databázi Drobné sakrální památky Zaniklé sakrální stavby lze dohledat zde v databázi Poškozené a zničené kostely, kaple a synagogy v České republice |            |                                  |          |                                 |                                  |              |                                  |

Ve farnosti se mohou nacházet i další drobné sakrální stavby, místa římskokatolického kultu a pamětihodnosti, které neobsahuje tato tabulka.

## Příslušnost k farnímu obvodu
Z důvodu efektivity duchovní správy byl vytvořen farní obvod (kolatura) farnosti – děkanství Podbořany, jehož součástí je i farnost Pšov, která je tak spravována excurrendo.